# Article 53 de la Constitution de la Cinquième République française
 (18 février 2024).
Motif : Le résumé introductif est absent.
Article 52 Article 53-1
L'article 53 de la Constitution de la Ve République française est un article constitutionnel dont l'objet principal est d'énumérer les catégories de traités ou autres accords internationaux dont la ratification ou l'approbation doit être autorisée par une loi adoptée par le Parlement ou, dans le cadre l'article 11, par référendum.

## Texte
« Les traités de paix, les traités de commerce, les traités ou accords relatifs à l'organisation internationale, ceux qui engagent les finances de l'État, ceux qui modifient des dispositions de nature législative, ceux qui sont relatifs à l'état des personnes, ceux qui comportent cession, échange ou adjonction de territoire, ne peuvent être ratifiés ou approuvés qu'en vertu d'une loi.

Ils ne prennent effet qu'après avoir été ratifiés ou approuvés.

Nulle cession, nul échange, nulle adjonction de territoire n'est valable sans le consentement des populations intéressées. »
— Article 53 de la Constitution du 4 octobre 1958

## Contenu
L'article 53 de la Constitution du 4 octobre 1958 est le deuxième article du titre VI (« Des traités et accords internationaux ») de celle-ci. Il est en vigueur depuis le 5 octobre 1958, date de publication de la Constitution du 4 octobre 1958 au Journal officiel de la République française. Il succède à l'article 27 de la Constitution du 27 octobre 1946, en vigueur sous la IVe République.
L'article 53 présente trois différences par rapport à l'article 27. En premier lieu, les traités « relatifs au droit des Français à l'étranger » ne figurent plus au nombre de ceux dont la ratification doit être autorisée par une loi. En deuxième lieu, sont mentionnés les traités qui modifient des dispositions de nature législative et non plus ceux qui modifient des lois internes françaises. En troisième lieu, dans tous les domaines, à l'exception des traités de paix et des traités de commerce, il n'est plus question que de traités à ratifier mais de traités ou d'accords à approuver.
Alors que cet article de la Constitution prévoit la ratification des « traités de commerce », la ratification par la France du traité de Lisbonne transfère la signature de traités de commerce à la compétence exclusive de l'Union Européenne, et le Parlement français n'a plus à être consulté de façon obligatoire lors de la signature de tels traités par l'UE, sauf si ces traités comportent d'autres dispositions que commerciales et sont qualifiés de « mixtes ». Le Parlement peut donc bloquer un traité de commerce européen en ne le ratifiant pas.
Le traité étant d’application obligatoire en droit international (pacta sunt servanda) il ne peut plus faire l'objet d'un contrôle de constitutionnalité du Conseil constitutionnel une fois ratifié.
Le troisième alinéa constitutionnalise la nécessité de l'obtention du consentement de la population dans la cession ou l'échange d'une part du territoire français. Cet alinéa est quasiment identique à l'article 27 de la constitution de 1946 et à la constitution de 1875. Il ne concerne que la cession à un état étranger et non la sécession. Cet alinéa fut discuté par plusieurs historiens pour la guerre d'Algérie et fut vu comme une volonté du général de Gaulle pour ouvrir la voie à l'autodétermination,, en transgressant le principe de l'intégrité territoriale. Cette disposition n'a trouvé application que dans le cadre de l'indépendance de territoires coloniaux ou d'anciens territoires coloniaux, comme les Comores.

## Élaboration
Au cours de l'élaboration de la Constitution du 4 octobre 1958, la première rédaction du futur article 53 apparaît le 9 juillet 1958 dans les documents préparatoires à une réunion du groupe de travail chargé de rédiger la nouvelle Constitution. Elle a été établie par François Luchaire, avec l'accord du ministère des Affaires étrangères, dont André Gros. Le texte est le suivant : « Les traités de paix, les travaux ou accords relatifs à l'organisation internationale, ceux qui engagent les finances de l'État, ceux qui sont relatifs à l'état des personnes, ceux qui modifient une loi, ceux qui comportent cession, échange ou adjonction de territoire, sont ratifiés ou approuvés en vertu d'une loi. ». Le texte soumis au Comité consultatif constitutionnel le 29 juillet 1958 est presque identique. La liste des traités dont la ratification est soumise à autorisation législative n'est pas modifiée. Le Comité consultatif constitutionnel, pendant la première quinzaine d'août 1958, n'accorde que peu d'importance au texte. Il propose de rajouter les traités de commerce à l'énumération prévue. Par la suite, la commission spéciale du Conseil d'État s'interroge sur l'ajout des accords de Communauté à l'énumération. La question est renvoyée au titre de Constitution sur la Communauté. L'expression « qui modifient une loi » est remplacée par « qui modifient des dispositions de nature législative ». Lors de l'examen du texte devant l'assemblée générale du Conseil d'État, la discussion ne porte que sur la suppression de l'énumération des traités « relatifs au droit de propriété des Français à l'étranger ». Ils ne sont pas rajoutés.

## Doctrine
Comme à l'article 52, traité s'entend d'un accord international en forme solennelle,.
La signature d'un traité ou accord relevant du champ d'application de l'article 53 doit être faite « sous réserve de ratification ou d'approbation ».
La Constitution n'a pas prévu le cas de l'adhésion de la France à un traité ou accord préexistant, à la négociation duquel elle n'a pas participé ou dont elle n'est pas signataire. Mais l'adhésion suit le régime de la ratification,. Dès lors, lorsque le traité ou l'accord préexistant relève d'une des catégories énumérées à l'article 53, l'adhésion doit être autorisée par une loi.
L'exécutif n'est pas tenu de solliciter l'autorisation du Parlement : la Constitution ne lui impartit aucun délai à cet effet. Lorsqu'il la sollicite, la Constitution n'impartit au Parlement aucun délai pour se prononcer.
Une fois l'autorisation accordée, l'exécutif reste libre de différer la ratification, l'approbation ou l'adhésion du traité ou de l'accord voire de décider de ne pas le ratifier, l'approuver ou y adhérer.

## Jurisprudence

### Paix
Le Conseil constitutionnel n'a pas eu à se prononcer à propos de « traités de paix ».

### Organisation internationale
Depuis la décision no 70-39 DC du 19 juin 1970, le Conseil constitutionnel considère que les « traités ou accords relatifs à l'organisation internationale » s'entendent de ceux dont l'objet est la participation de la France « à la création ou au développement d'une organisation internationale permanente, dotée de la personnalité juridique et investie de pouvoirs de décision par l'effet de transferts de compétence consentis par les États membres ». Le Conseil constitutionnel a confirmé son interprétation dans plusieurs décisions dont sa décision no 92-308 DC du 9 avril 1992.

### Modification de dispositions de nature législatives
Les « traités ou accords (...) qui modifient des dispositions de nature législative » forment « la plus importante des catégories » d'engagements internationaux dont la ratification ou l'approbation doit être autorisée par une loi.
Dans sa décision no 70-39 DC du 19 juin 1970, le Conseil constitutionnel a considéré que, pour relever du premier alinéa de l'article 53, il n'est pas nécessaire que l'engagement international modifie une loi existante : il suffit que, « sur certains points, (il) porte sur des matières de nature législative telles qu'elles sont définies à l'article 34 de la Constitution »,,. Depuis le début des années 1980, le Conseil d'État interprète l'expression « qui modifient des dispositions de nature législative » comme visant tout traité ou accord portant sur des matières relevant, en droit interne, du domaine de la loi.

### Principe de libre détermination des peuples d'outre-mer et de libre manifestation de leur volonté
Depuis la décision no 75-59 DC du 30 décembre 1975, le Conseil constitutionnel déduit du troisième et dernier alinéa de l'article 53 un principe dit « de libre détermination des peuples d'outre-mer et de libre manifestation de leurs volonté » et ayant valeur constitutionnelle. Il a confirmé l'existence et la valeur constitutionnelle de ce principe dans sa décision no 87-226 DC du 2 juin 1987.

### Loi d'autorisation
La loi prévue à l'article 53 est une loi ordinaire. Le Conseil constitutionnel l'a confirmé dans ses décisions nos 93-318 DC, et 93-319 DC, du 30 juin 1993.
L'objet de la loi est d'autoriser la ratification du traité ou l'approbation de l'accord concerné. Le Conseil constitutionnel l'a confirmé dans sa décision no 2003-470 DC du 9 avril 2003 en « considérant que le seul pouvoir reconnu au Parlement en matière de traités et d'accords internationaux par la Constitution est celui d'en autoriser ou d'en refuser la ratification ou l'approbation dans les cas mentionnés à l'article 53 ».

### Contrôle de la régularité des actes de ratification
La jurisprudence du Conseil d'État Ass. Villa, du 16 novembre 1956 avait indiqué que qu'il refusait de contrôler l'intervention d'une autorisation parlementaire. Cela permettait à l'époque une entorse à la lettre de la Constitution, car l'exécutif pouvait ratifier un traité sans passer par le Parlement. Un revirement de jurisprudence a eu lieu avec l'arrêt CE SARL Parc d'activités de Blotzheim du 18 décembre 1998, où le CE a indiqué qu'il contrôle la régularité des actes de ratification.

### Autres
La DC 78-99 du 29 décembre 1978 précise qu'un engagement ou une annonce politique ne saurait être considérée comme un traité créateur de droit. Ainsi, la résolution du 5 décembre 1978 où le Conseil européen a prévu qu'un système monétaire européen serait instauré à compter de l'année suivante, ne peut faire l'objet d'une ratification.

### Jurisprudence
Conseil constitutionnel
- [CC 1970] Décision no 70-39 DC du 19 juin 1970 (« Traité signé à Luxembourg le 22 avril 1970 portant modification de certaines dispositions budgétaires des traités instituant les Communautés européennes et du traité instituant un conseil unique et une commission unique des Communautés européennes et décision du Conseil des Communautés européennes en date du 21 avril 1970, relative au remplacement des contributions des États membres par des ressources propres aux Communautés »).
- [CC 1975] Décision no 75-59 DC du 30 décembre 1975 (« Loi relative aux conséquences de l'autodétermination des îles des Comores »).
- [CC 1987] Décision no 87-226 DC du 2 juin 1987 (« Loi organisant la consultation des populations intéressées de la Nouvelle-Calédonie et dépendances prévue par l'alinéa premier de l'article 1er de la loi no 86-844 du 17 juillet 1986 relative à la Nouvelle-Calédonie »).
- [CC 1993a] Décision no 93-318 DC du 30 juin 1993  (« Loi autorisant l'approbation d'un accord conclu entre le Gouvernement de la République française et le Gouvernement de la République populaire de Mongolie sur l'encouragement et la protection réciproques des investissements »).
- [CC 1993b] Décision no 93-319 DC du 30 juin 1993  (« Loi autorisant la ratification de la Convention internationale no 139 concernant la prévention et le contrôle des risques professionnels causés par les substances et agents cancérogènes, adoptée à Genève le 24 juin 1974 »).
- [CC 2003] Décision no 2003-470 DC du 9 avril 2003  (« Résolution modifiant le règlement de l'Assemblée nationale (articles 14, 36, 50, 65, 66, 91, 104, 128, 140-1 et 145) ».

Conseil d'État
- [CE 1998] Assemblée, 18 décembre 1998, no 181249 (« SARL du parc d'activités de Blotzheim et SCI Haselaecker »).